# 安斯巴赫县
安斯巴赫县（Landkreis Ansbach）是德国巴伐利亚州面积最大的一个县，隶属于中弗兰肯行政区，首府安斯巴赫。

## 華語譯名
由於兩岸對於德國行政區「Landkreis」翻譯的不同，台灣譯為「安斯巴赫郡」；中國大陸譯為「安斯巴赫县」。

## 地理
安斯巴赫县北面与瓦尔德纳布河畔诺伊施塔特县，东面与菲尔特县和罗特县，东南面与魏森堡-贡岑豪森县，南面与多瑙-里斯县，西面与巴登-符腾堡州的施韦比施哈尔县、奥斯特阿尔布县和美因-陶伯县相邻。安斯巴赫市被安斯巴赫县完全包围在内。